# Henry Dworshak
Henry Dworshak (Duluth, 1894. augusztus 29. – Washington, 1962. július 23. vagy 1962. július 26.) az Amerikai Egyesült Államok szenátora (Idaho, 1946–1949 és 1949–1962).